# Cámara de Representantes de los Estados Generales
La Cámara de Representantes de los Estados Generales o Segunda Cámara (Tweede Kamer der Staten-Generaal) ele la cámara baja que junto al Senado conforma a los Estados Generales que ostenta el poder legislativo de los Países Bajos. Los representantes no pueden ser al mismo tiempo miembro  del Gobierno, y si fueran a serlo deben renunciar a su escaños en la Cámara. Tiene su sede en La Haya.

## Historia
La Cámara de Representantes es la cámara baja del Parlamento de los Países Bajos, conocido como los Estados Generales. Su historia está estrechamente ligada al desarrollo constitucional del país, desde la formación de la monarquía constitucional en el siglo XIX hasta el presente sistema parlamentario.

#### Orígenes
La institución tiene sus raíces en los Estados Generales de los Países Bajos, un cuerpo representativo que surgió en la Edad Media como asamblea de delegados de las provincias de los Países Bajos. Sin embargo, el modelo bicameral moderno fue establecido en 1815, tras la creación del Reino Unido de los Países Bajos, cuando se redactó una nueva constitución que instauró un sistema parlamentario con dos cámaras: el Senado y la Cámara de Representantes.
Inicialmente, la Cámara de Representantes estaba compuesta por 110 miembros, designados de forma indirecta por los Estados Provinciales. Su papel legislativo era limitado y el poder residía predominantemente en el monarca.

#### Liberalismo y reformas delsigloXIX
La función de la Cámara se amplió con la reforma constitucional de 1848, impulsada por el político liberal Johan Rudolf Thorbecke. Esta reforma transformó el sistema político holandés en una monarquía constitucional parlamentaria con una separación más clara de poderes. A partir de entonces, los miembros de la Cámara de Representantes comenzaron a ser elegidos por sufragio censitario, y se fortalecieron sus competencias, como el derecho de interpelación, enmienda y presupuesto.
Durante el resto del siglo XIX, se introdujeron progresivamente reformas para ampliar la representación política, culminando en la introducción del sufragio universal masculino en 1917, y posteriormente del sufragio femenino en 1919.

#### SigloXX
Tras la Primera Guerra Mundial, la Cámara adoptó un sistema de representación proporcional. Durante la ocupación alemana en la Segunda Guerra Mundial (1940–1945), los Estados Generales fueron suspendidos. La actividad parlamentaria se reanudó tras la liberación en 1945.

## Funciones
Entre las funciones que tiene la Cámara de Representantes están:
- Proponer las leyes y, junto al Senado, aprobar o rechazar las mismas.
- Controlar al gobierno mediante mociones o investigaciones de las labores del Gobierno.
- Seleccionar los jueces del Tribunal Supremo de los Países Bajos
- Elige al Defensor del Pueblo Nacional

## Elecciones
La Cámara de Representantes está compuesta por 150 miembros, elegidos por un período de cuatro años (a menos que haya un adelanto electoral) mediante un sistema de representación proporcional pura.

#### Circunscripción única nacional
El país funciona como una circunscripción electoral única, lo que significa que los votos de todo el territorio nacional se suman en un solo conteo para distribuir los escaños. No existen distritos electorales para la elección de esta cámara, aunque sí se utilizan subdivisiones administrativas (generalmente a nivel regional) para fines organizativos del proceso electoral.

#### Método de asignación de escaños
La distribución de escaños se realiza utilizando el método del cociente Hare para calcular el número de escaños por partido. Posteriormente, se aplica el método D'Hondt para asignar los escaños residuales.
1. Se calcula el cociente electoral dividiendo el número total de votos válidos entre los 150 escaños.
2. Cada partido recibe un número inicial de escaños equivalente al número de veces que alcanza el cociente electoral.
3. Los escaños restantes (si los hay) se asignan utilizando el método D'Hondt entre los partidos que hayan superado el umbral electoral.

#### Umbral electoral
El sistema neerlandés no establece un umbral electoral formal, como un porcentaje mínimo de votos para obtener representación. Sin embargo, el efecto práctico del sistema es que el umbral efectivo equivale a aproximadamente el 0,67 % de los votos válidos a nivel nacional, es decir, lo necesario para obtener un escaño.

#### Listas abiertas
Los partidos presentan listas abiertas de candidatos, lo que permite a los votantes emitir un voto preferencial por un candidato específico dentro de la lista del partido. Si un candidato recibe un número de votos preferenciales equivalente al 25 % del cociente electoral, puede ser elegido directamente, independientemente de su posición en la lista.

#### Participación y elegibilidad
Tienen derecho a votar los ciudadanos neerlandeses mayores de 18 años. También pueden presentarse como candidatos quienes cumplan con este requisito, a menos que:
1. Sean presos que cumplen una pena de más de un año.
2. Hayan sido declarados incapaces por el tribunal por demencia.
3. Sean residentes de Aruba, Curazao y San Martín, a menos que hayan pasado diez años residiendo en los Países Bajos o que trabajen para la administración pública neerlandesa.[14]

| ← Elecciones generales de los Países Bajos de 2023 Resultado general de cada formación |              |            |        |     |             |             |  |
| Candidaturas                                                                           | Candidaturas |            | Votos  | %   | Esc.        | Crecimiento |  |
|                                                                                        | PVV          | 2 450 878  | 23,49% | 37  | Crecimiento |             |  |
|                                                                                        | GL-PvdA      | 1 643 073  | 15,75% | 25  | Crecimiento |             |  |
|                                                                                        | VVD          | 1 589 519  | 15,24% | 24  |             |             |  |
|                                                                                        | NSC          | 1 343 287  | 12,88% | 20  | Crecimiento |             |  |
|                                                                                        | D66          | 656 292    | 6,29%  | 9   |             |             |  |
|                                                                                        | BBB          | 485 551    | 4,65%  | 7   | Crecimiento |             |  |
|                                                                                        | CDA          | 345 822    | 3,31%  | 5   |             |             |  |
|                                                                                        | SP           | 328 225    | 3,15%  | 5   |             |             |  |
|                                                                                        | DENK         | 246 765    | 2,37%  | 3   |             |             |  |
|                                                                                        | PvdD         | 235 148    | 2,25%  | 3   |             |             |  |
|                                                                                        | FvD          | 232 963    | 2,23%  | 3   |             |             |  |
|                                                                                        | SGP          | 217 270    | 2,08%  | 3   |             |             |  |
|                                                                                        | CU           | 212 532    | 2,04%  | 3   |             |             |  |
|                                                                                        | Volt         | 178 802    | 1,71%  | 2   |             |             |  |
|                                                                                        | JA21         | 71 345     | 0,68%  | 1   |             |             |  |
|                                                                                        |              |            |        |     |             |             |  |
|                                                                                        | Otros        | 195 254    | 1,87%  | 0   |             |             |  |
| Total                                                                                  | Total        | 10 432 726 | 100,00 | 150 | -           |             |  |

## Composición

### Grupos parlamentarios
| Grupo Parlamentario  | Grupo Parlamentario                                                                     | Líder                   | Escaños |
| -------------------- | --------------------------------------------------------------------------------------- | ----------------------- | ------- |
|                      | Partido por la Libertad Partij voor de Vrijheid                                         | Geert Wilders           | 37      |
|                      | Izquierda Verde-Partido del Trabajo GroenLinks-Partij van de Arbeid                     | Frans Timmermans        | 25      |
|                      | Partido Popular por la Libertad y la Democracia Volkspartij voor Vrijheid en Democratie | Dilan Yeşilgöz          | 24      |
|                      | Nuevo Contrato Social Nieuw Sociaal Contract                                            | Nicolien van Vroonhoven | 20      |
|                      | Demócratas 66 Democraten 66                                                             | Rob Jetten              | 9       |
|                      | Movimiento Campesino-Ciudadano BoerBurgerBeweging                                       | Caroline van der Plas   | 7       |
|                      | Llamada Demócrata Cristiana Christen-Democratisch Appèl                                 | Henri Bontenbal         | 5       |
|                      | Partido Socialista Socialistische Partij                                                | Jimmy Dijk              | 5       |
|                      | Movimiento Político Denk Politieke Beweging Denk                                        | Stephan van Baarle      | 3       |
|                      | Partido por los Animales Partij voor de Dieren                                          | Esther Ouwehand         | 3       |
|                      | Foro para la Democracia Forum voor Democratie                                           | Thierry Baudet          | 3       |
|                      | Partido Político Reformado Staatkundig Gereformeerde Partij                             | Chris Stoffer           | 3       |
|                      | Unión Cristiana Christen Unie                                                           | Mirjam Bikker           | 3       |
|                      | Volt Países Bajos Volt Nederland                                                        | Laurens Dassen          | 2       |
|                      | Respuesta Correcta 2021 Juiste Antwoord 2021                                            | Joost Eerdmans          | 1       |
| Fuente: Tweede Kamer |                                                                                         |                         |         |

### Mesa
| Cargo                  | Titular          | Lista   |
| ---------------------- | ---------------- | ------- |
| Presidente             | Martin Bosma     | PVV     |
| Vicepresidenta primera | Tom van der Lee  | GL-PvdA |
| Vicepresidente segundo | Roelien Kamminga | VVD     |

## Composición histórica

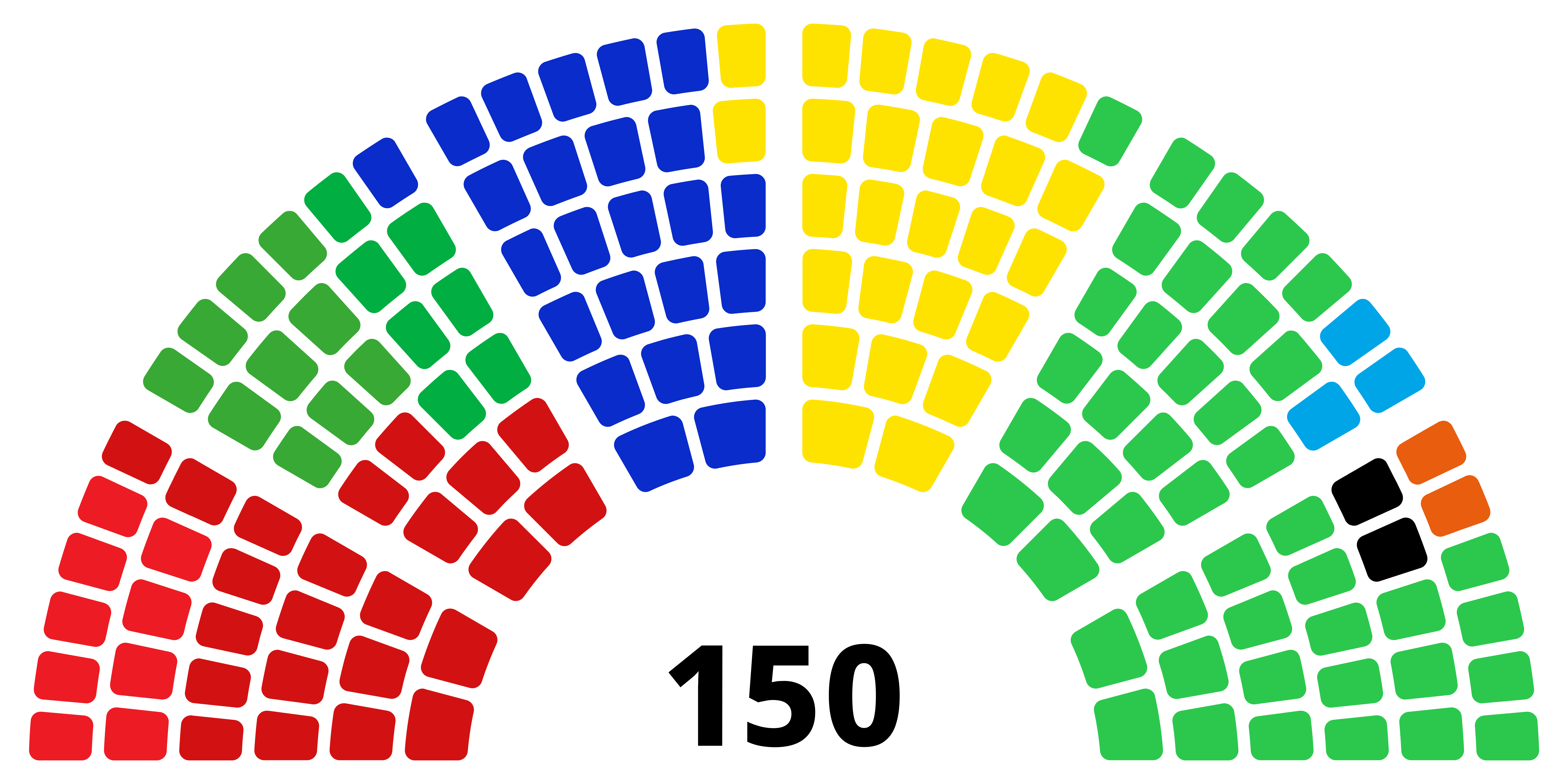
Legislatura 2002-2003.
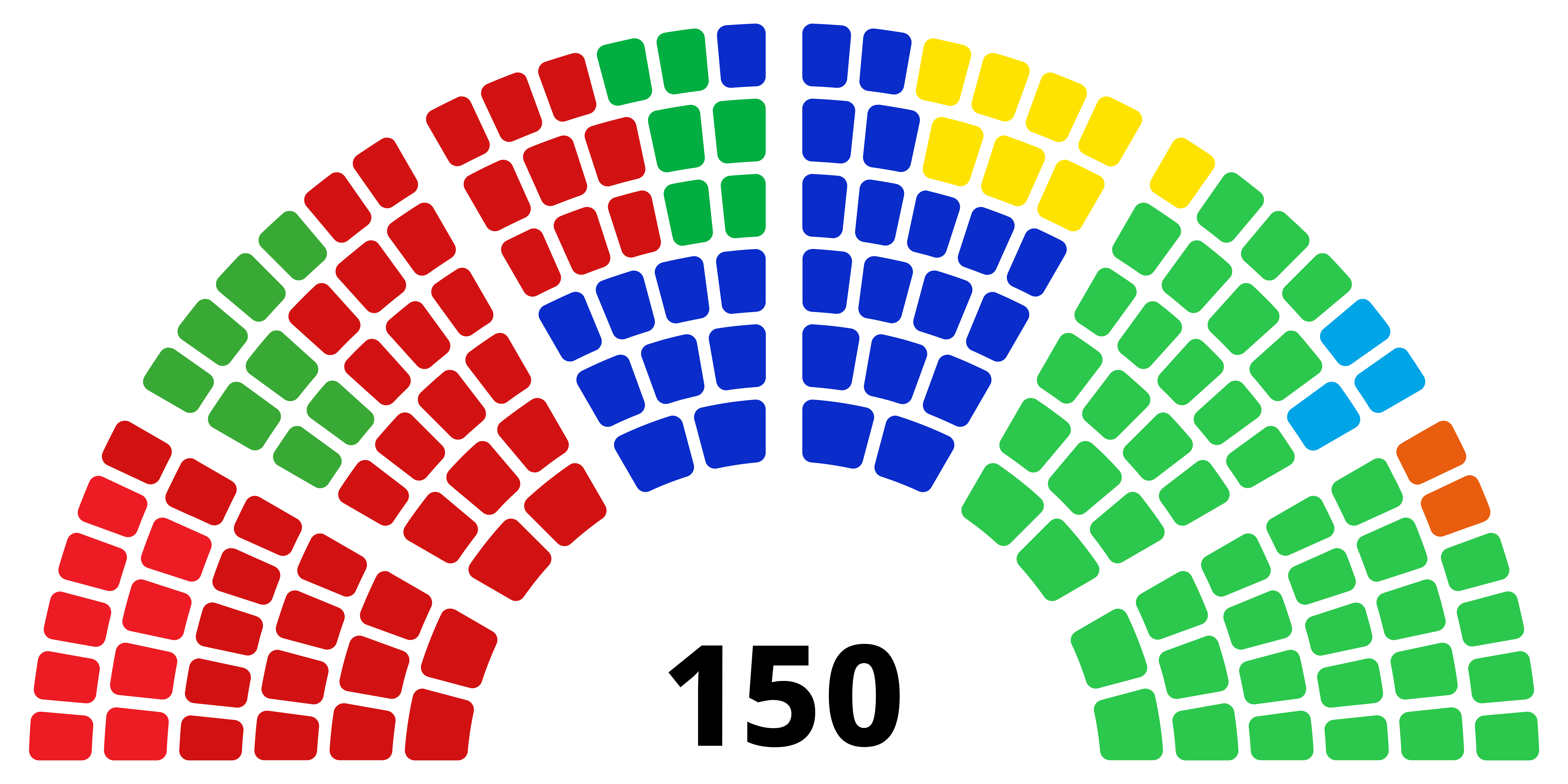
Legislatura 2003-2006.
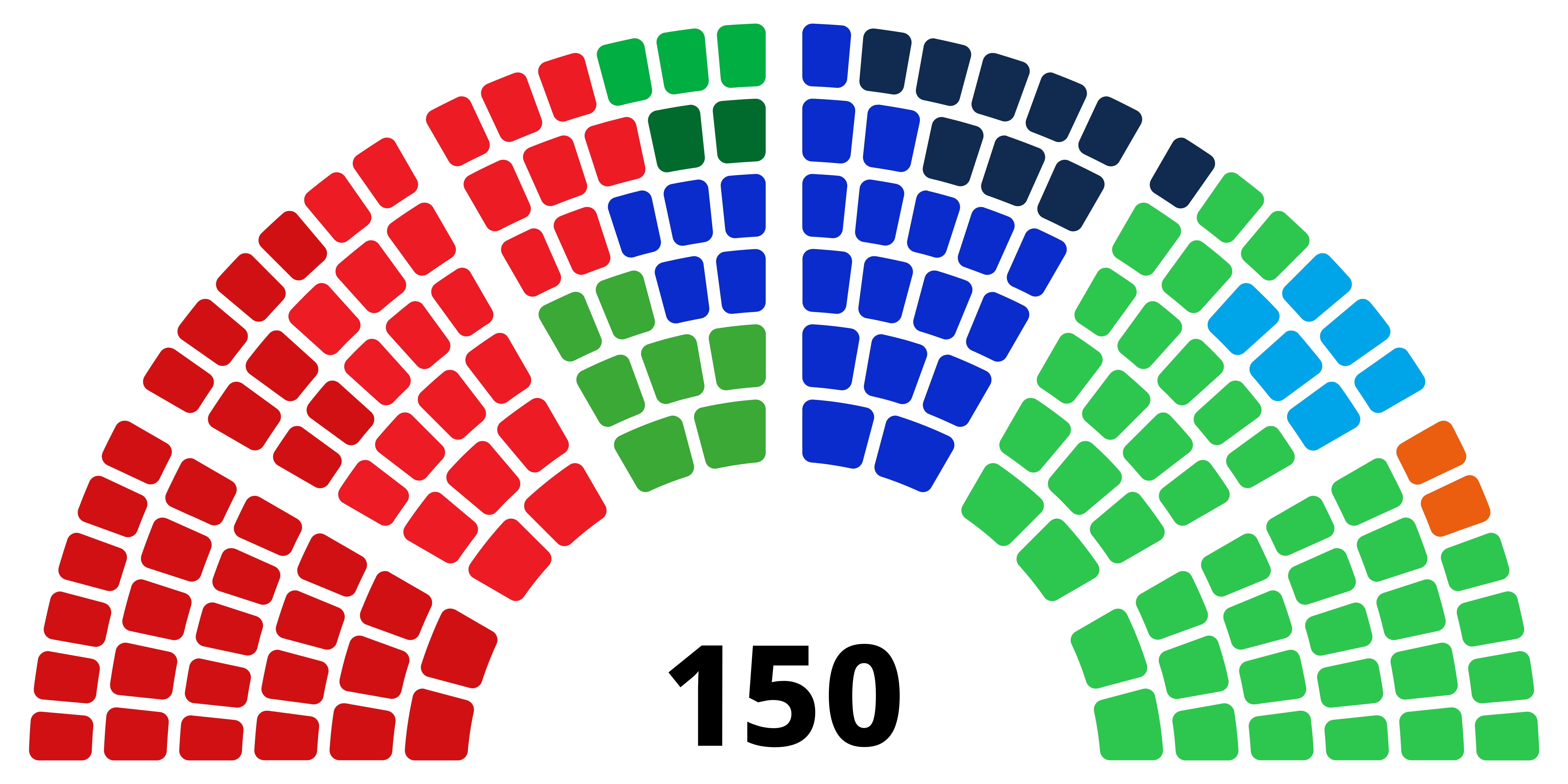
Legislatura 2006-2010.
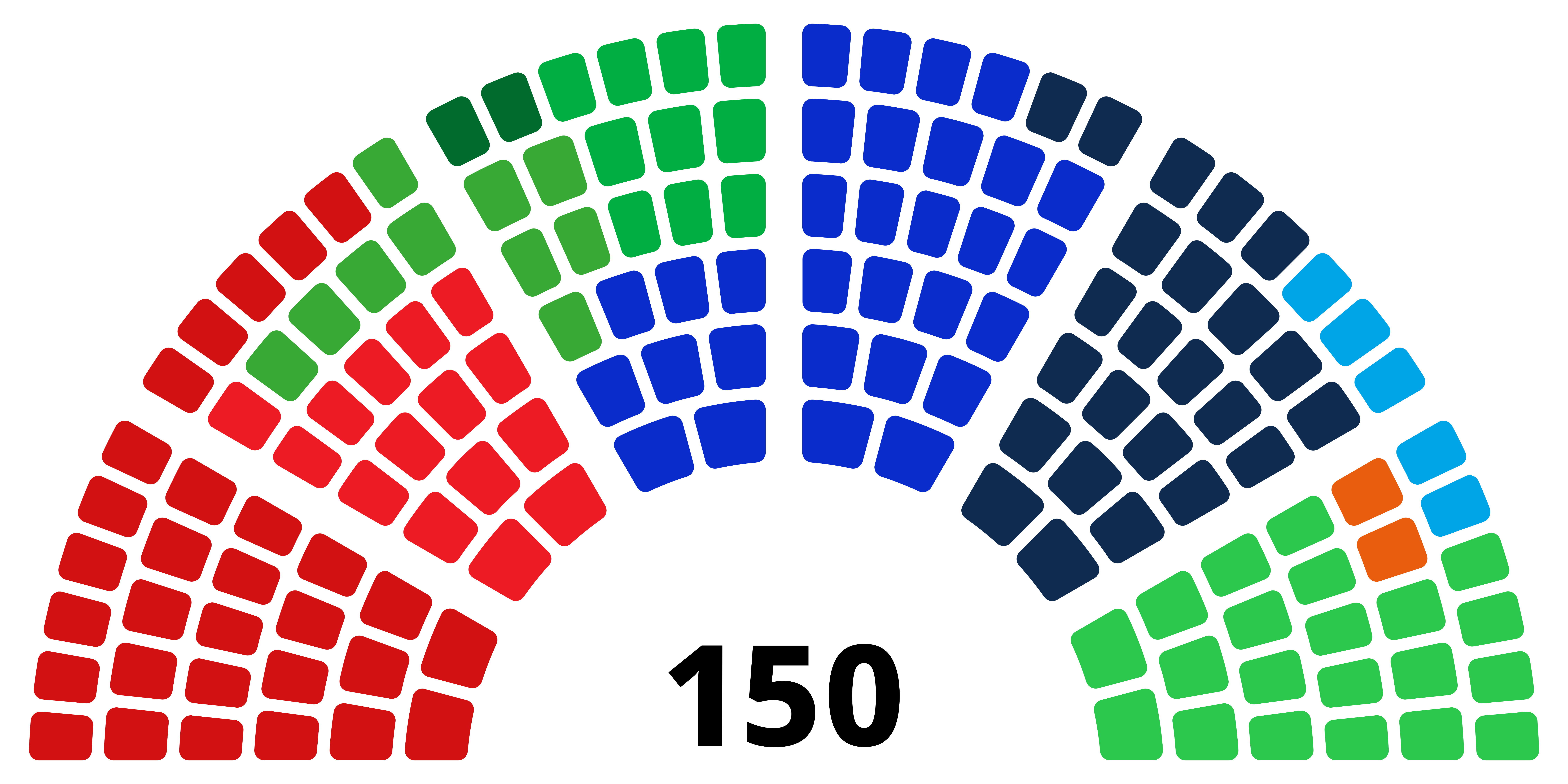
Legislatura 2010-2012.
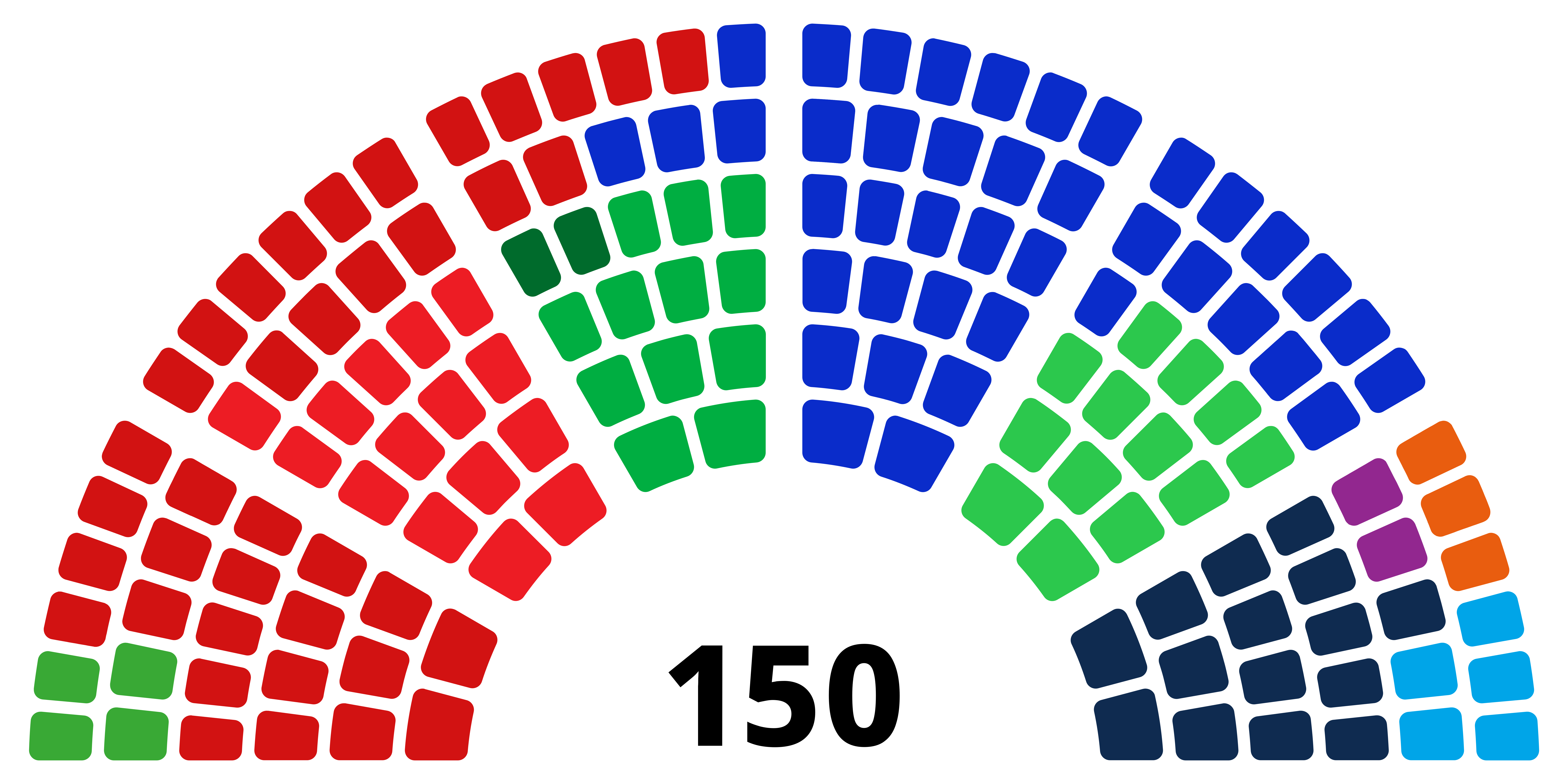
Legislatura 2012-2017.
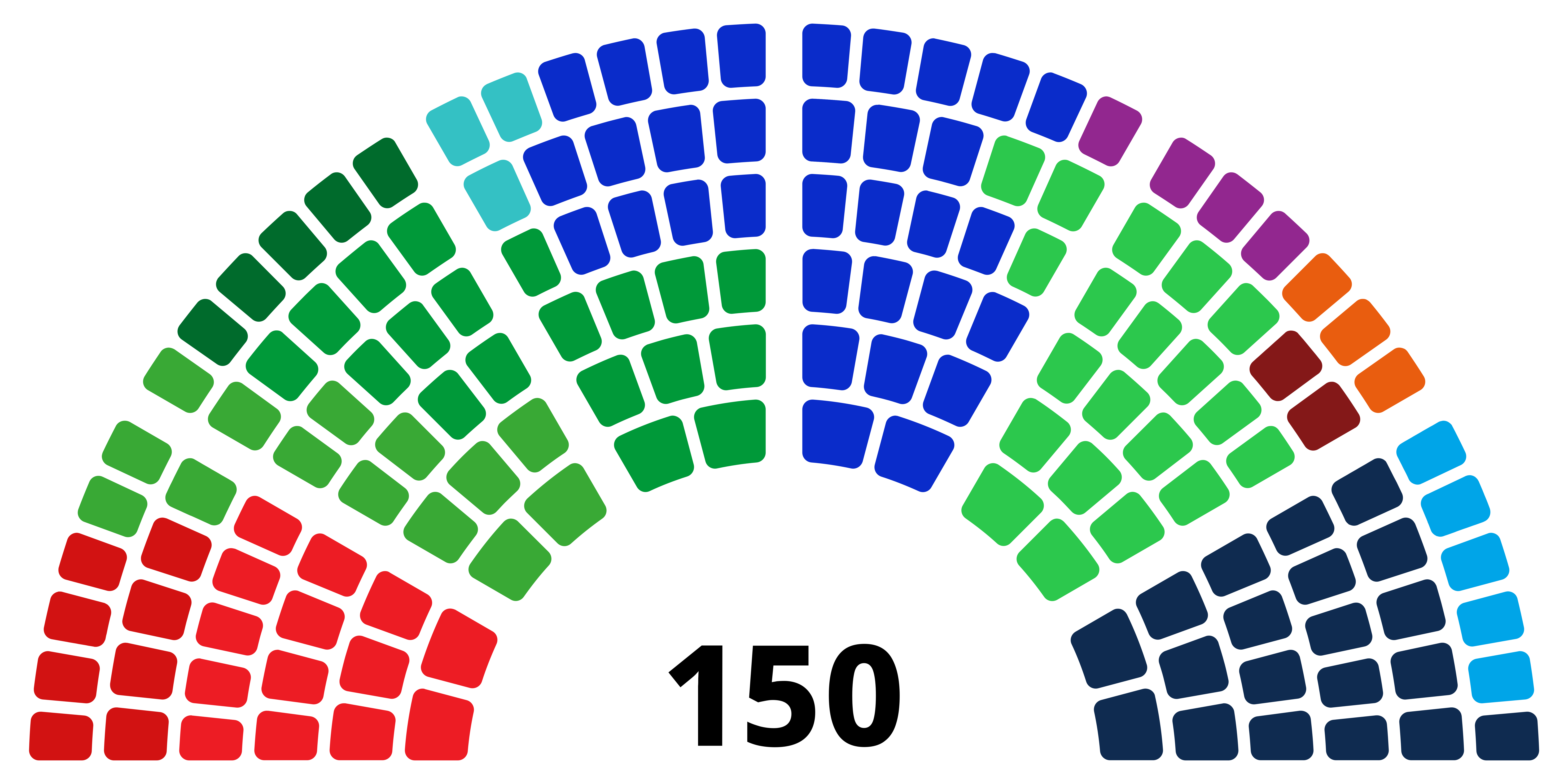
Legislatura 2017-2021.
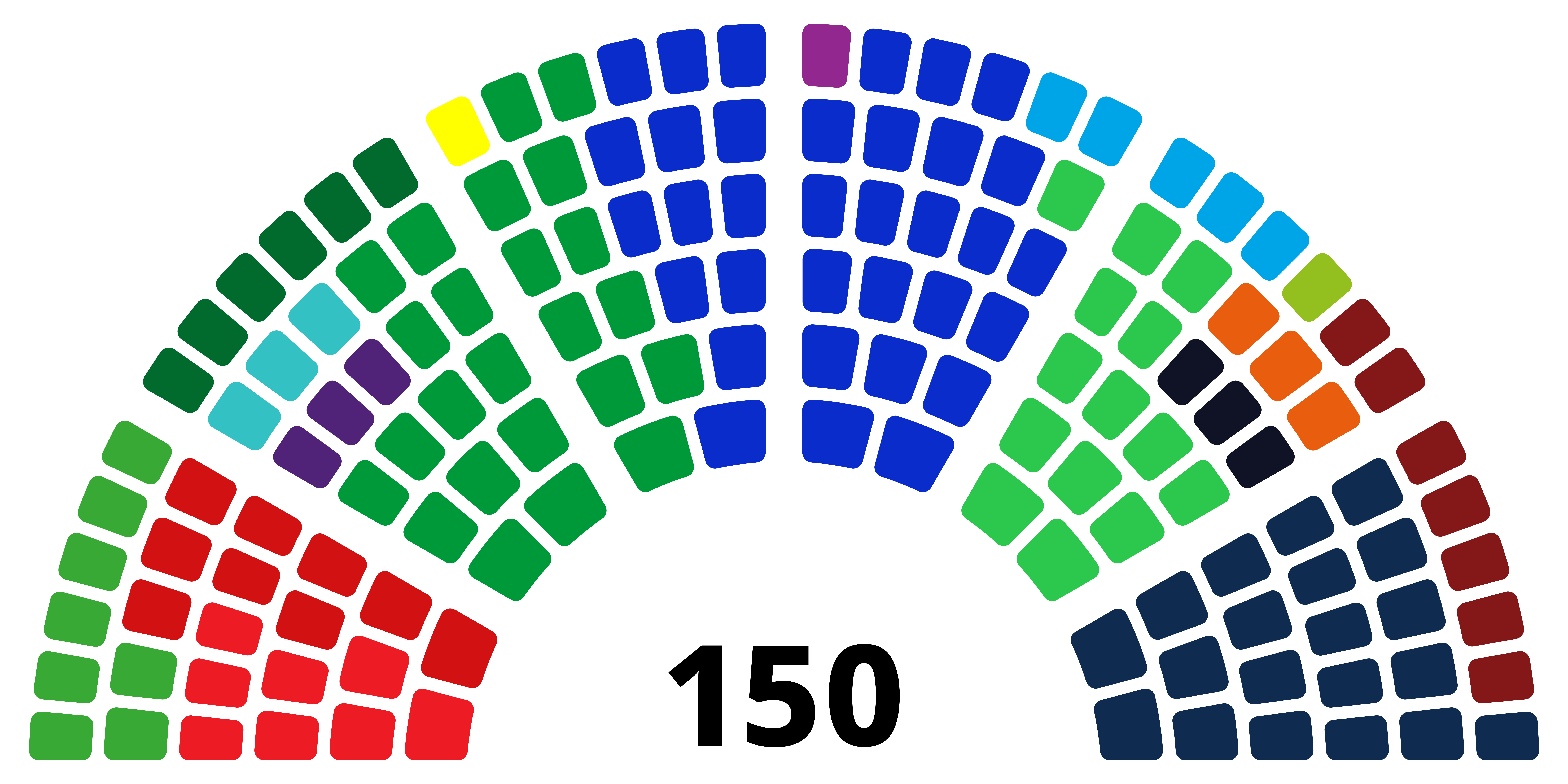
Legislatura 2021-2023.
Legislatura 2023-2025.

| 10  | 29   | 8    | 32  | 13  | 8   |
| CPN | PvdA | Otr. | KVP | ARP | CHU |

| 8   | 27   | 3    | 32  | 13  | 9   | 8   |
| CPN | PvdA | Otr. | KVP | ARP | CHU | VVD |

| 6   | 30   | 4    | 30  | 11  | 9   | 9   |
| CPN | PvdA | Otr. | KVP | ARP | CHU | VVD |

| 7   | 50   | 3    | 49  | 15  | 13  | 13  |
| CPN | PvdA | Otr. | KVP | ARP | CHU | VVD |

| 48   | 8    | 49  | 14  | 12  | 19  |
| PvdA | Otr. | KVP | ARP | CHU | VVD |

| 43   | 15    | 50  | 13  | 13  | 16  |
| PvdA | Otros | KVP | ARP | CHU | VVD |

| 5   | 37   | 7   | 8     | 42  | 15  | 12  | 17  | 7  |
| CPN | PvdA | D66 | Otros | KVP | ARP | CHU | VVD | BP |

| 6   | 8  | 39   | 11  | 12    | 35  | 13  | 10  | 16  |
| CPN | DS | PvdA | D66 | Otros | KVP | ARP | CHU | VVD |

| 7   | 6  | 43   | 6   | 11    | 27  | 14  | 7   | 22  |
| CPN | DS | PvdA | D66 | Otros | KVP | ARP | CHU | VVD |

| 53   | 8   | 12   | 28  | 49  |
| PvdA | D66 | Otr. | VVD | CDA |

| 44   | 17  | 15   | 26  | 48  |
| PvdA | D66 | Otr. | VVD | CDA |

| 47   | 6   | 16   | 36  | 45  |
| PvdA | D66 | Otr. | VVD | CDA |

| 52   | 9   | 8    | 27  | 54  |
| PvdA | D66 | Otr. | VVD | CDA |

| 6  | 49   | 12  | 7    | 22  | 54  |
| GL | PvdA | D66 | Otr. | VVD | CDA |

| 5  | 37   | 24  | 13    | 6   | 31  | 34  |
| GL | PvdA | D66 | Otros | AOV | VVD | CDA |

| 5  | 11 | 45   | 14  | 8    | 38  | 29  |
| SP | GL | PvdA | D66 | Otr. | VVD | CDA |

| 9  | 10 | 23   | 7   | 8    | 24  | 43  | 26  |
| SP | GL | PvdA | D66 | Otr. | VVD | CDA | LPF |

| 9  | 8  | 42   | 6   | 5    | 28  | 44  | 8   |
| SP | GL | PvdA | D66 | Otr. | VVD | CDA | LPF |

| 25 | 7  | 33   | 7    | 6  | 22  | 41  | 9   |
| SP | GL | PvdA | Otr. | CU | VVD | CDA | PVV |

| 15 | 10 | 30   | 10  | 4    | 5  | 31  | 21  | 24  |
| SP | GL | PvdA | D66 | Otr. | CU | VVD | CDA | PVV |

| 15 | 38   | 12  | 11    | 5  | 41  | 13  | 15  |
| SP | PvdA | D66 | Otros | CU | VVD | CDA | PVV |

| 14 | 5    | 14 | 9    | 19  | 12    | 5  | 33  | 19  | 20  |
| SP | PvdD | GL | PvdA | D66 | Otros | CU | VVD | CDA | PVV |

| 9  | 6    | 8  | 9    | 24  | 15    | 5  | 34  | 15  | 17  | 8   |
| SP | PvdD | GL | PvdA | D66 | Otros | CU | VVD | CDA | PVV | FvD |

| 5  | 25      | 9   | 18    | 20  | 24  | 5   | 7   | 37  |
| SP | GL-PvdA | D66 | Otros | NSC | VVD | CDA | BBB | PVV |

a El mínimo para ser representado en la columna de resultados es haber obtenido cinco escaños o más. Si una formación no alcanza este umbral, será agrupada bajo la categoría de "Otros".